# Ceriodaphnia pulchella
Ceriodaphnia pulchella är en kräftdjursart som beskrevs av Georg Ossian Sars 1862. Ceriodaphnia pulchella ingår i släktet Ceriodaphnia och familjen Daphniidae. Arten är reproducerande i Sverige. Inga underarter finns listade i Catalogue of Life.